# Стайн, Вон
Вон Стайн (англ. Vaughn Stein) — кинорежиссёр и сценарист. Среди его фильмов: «Конченая» и «Тёмное наследие».

## Начало карьеры
Поначалу Стайн был ассистентом режиссёра: на таких проектах, как «Пираты Карибского моря: На странных берегах», «Гарри Поттер и Дары Смерти. Часть 2», «Белоснежка и охотник», «Война миров Z», «Пятая власть», «Элементарно», «Девушка из Дании». Кроме того, в составе съемочной группы он работал над фильмами «Квант милосердия», «Рок-волна», «Шерлок Холмс», «Один день» и «Тёмный рыцарь: Возрождение легенды».

## Режиссёрские проекты
В 2013 году Стайн снял свой первый фильм «Юссеф — трудный ребёнок», ставший лучшим короткометражным фильмом на кинофестивале в Торонто (TIFF Kids) в 2015-м. Также, картина заработала две номинации (2015, 2016) на международном кинофестивале в Чикаго (Chicago International Children’s Film Festival).
Режиссёрским дебютом в полнометражном кино для Стайна стал неонуарный триллер «Конченая» (2018). Вон также является автором сценария к фильму. В центре его сюжета — роковая женщина Энни (Марго Робби), любящая играть с мужчинами. Героиня готова стравить их между собой ради своей жестокой цели.
Вторым фильмом режиссёра стал мистический триллер «Тёмное наследие» с Лили Коллинз, Чейсом Кроуфордом и Саймоном Пеггом. Фильм рассказывает о девушке из богатой и влиятельной семьи, чей отец внезапно умирает, оставляя ей тайное завещание, содержащее в себе отнюдь не деньги. Премьера ленты состоялась в рамках официальной программы Кинофестиваля «Трайбека» 2020 года.
На стадии производства в данный момент находится фильм Стайна «Ты принадлежишь мне». В картине задействованы такие актёры, как Мишель Монахэн, Эмили Элин Линд, Сэм Клафлин и Кейси Аффлек. Главный герой фильма — психиатр, клиентка которого кончает жизнь самоубийством. Пытаясь загладить вину, врач начинает общаться с братом покойной, но это лишь осложняет его жизнь.
Следующим проектом режиссёра станет триллер «Специальная доставка», сюжет которого закручивается вокруг женщины по имени Джесс. Она совершает акт агрессии в адрес члена влиятельной преступной семьи. Чтобы сохранить свою жизнь, героине нужно доставить секретную посылку из Лос-Анджелеса в Лас-Вегас.

## Фильмография
| Год  |     | Русское название        | Оригинальное название | Роль                |
| ---- | --- | ----------------------- | --------------------- | ------------------- |
| 2015 | кор | Юссеф — трудный ребенок | Yussef Is Complicated | режиссёр, сценарист |
| 2018 | кор | 84303                   | 84303                 | режиссёр            |
| 2018 | ф   | Конченая                | Terminal              | режиссёр, сценарист |
| 2020 | ф   | Тёмное наследие         | Inheritance           | режиссёр            |
| 2021 | ф   | Каждый твой вдох        | Every Breath You Take | режиссёр            |
|      | ф   | Специальная доставка    | Special Delivery      | режиссёр            |